# 마테오 (가수)
마테오(1988년 8월 16일 ~)는 대한민국의 가수다. 2014년 소리얼 미니 앨범 [So Real Story]로 데뷔했다.

## 방송
- 미스터트롯2 - 새로운 전설의 시작 (2022) - Top119

## 공연
- 노래하는 남자들 (2016)

## 수상
- 한중 문화스타 어워즈 아시아스타상 (2016)